# Imperator (род грибов)
Imperator (лат.) — род грибов-базидиомицетов из семейства болетовые (Boletaceae).

## Таксономия
Род был выделен в 2015 году болгарским микологом Борисом Асьовым и коллегами. Новый род в семействе болетовых был выделен на основе молекулярных филогенетических исследований, проведённых в рамках филогенетического проекта изучений Болетовых.
Типовой вид рода — Imperator torosus. Название рода означает «впечатляющий и престижный».

## Виды
В род Imperator были классифицированы следующие виды:
- Imperator luteocupreus (Bertéa & Estadès) Assyov, Bellanger, Bertéa, Courtec., Koller, Loizides, G.Marques, J.A.Muñoz, N.Oppicelli, D.Puddu, F.Rich. & P.-A.Moreau
- Imperator rhodopurpureus (Smotl.) Assyov, Bellanger, Bertéa, Courtec., Koller, Loizides, G.Marques, J.A.Muñoz, N.Oppicelli, D.Puddu, F. Rich. & P.-A. Moreau
- Imperator torosus (Fr.) Assyov, Bellanger, Bertéa, Courtec., Koller, Loizides, G.Marques, J.A.Muñoz, N.Oppicelli, D.Puddu, F.Rich. & P.-A.Moreau

## Галерея

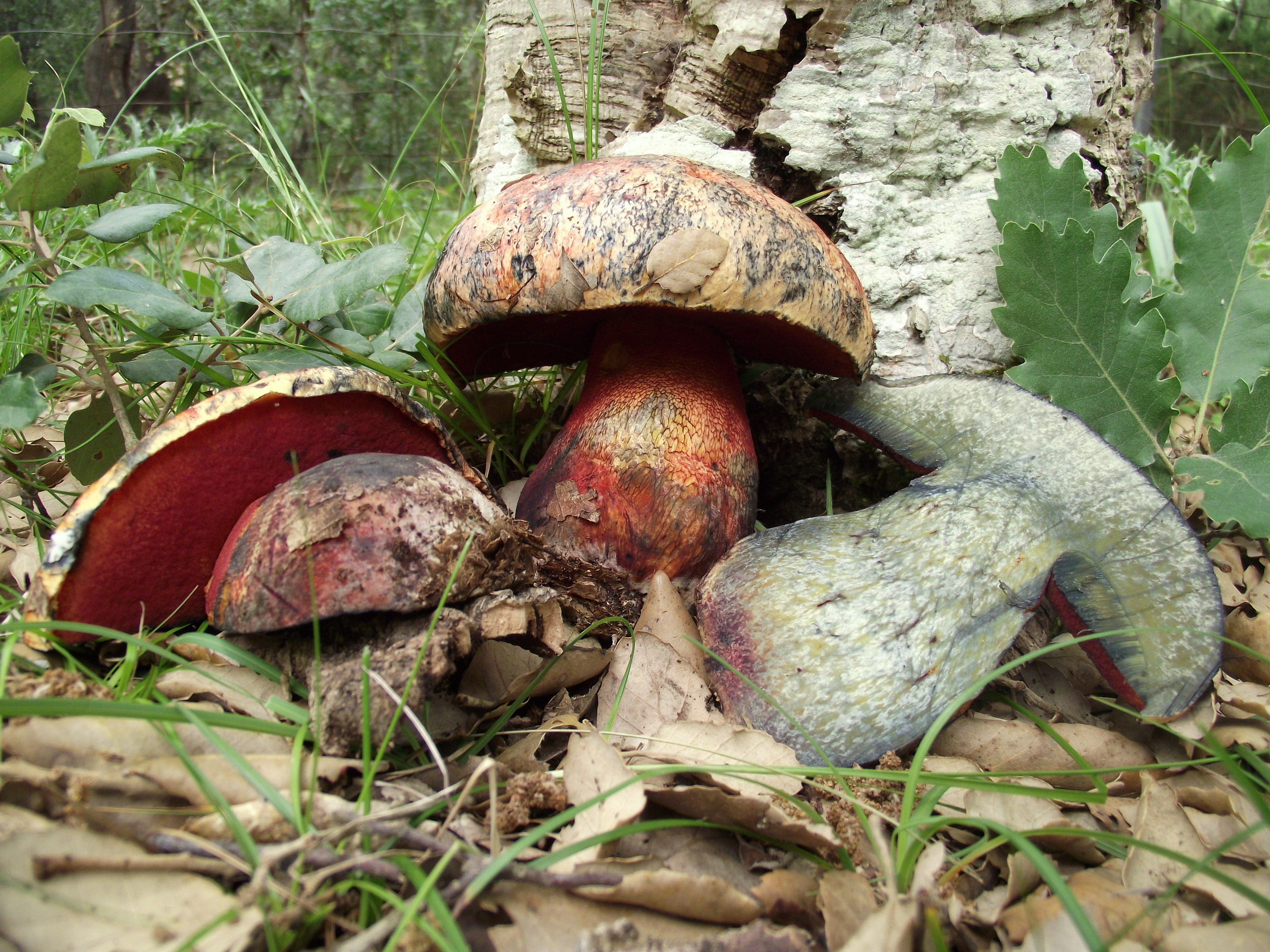
Imperator luteocupreus
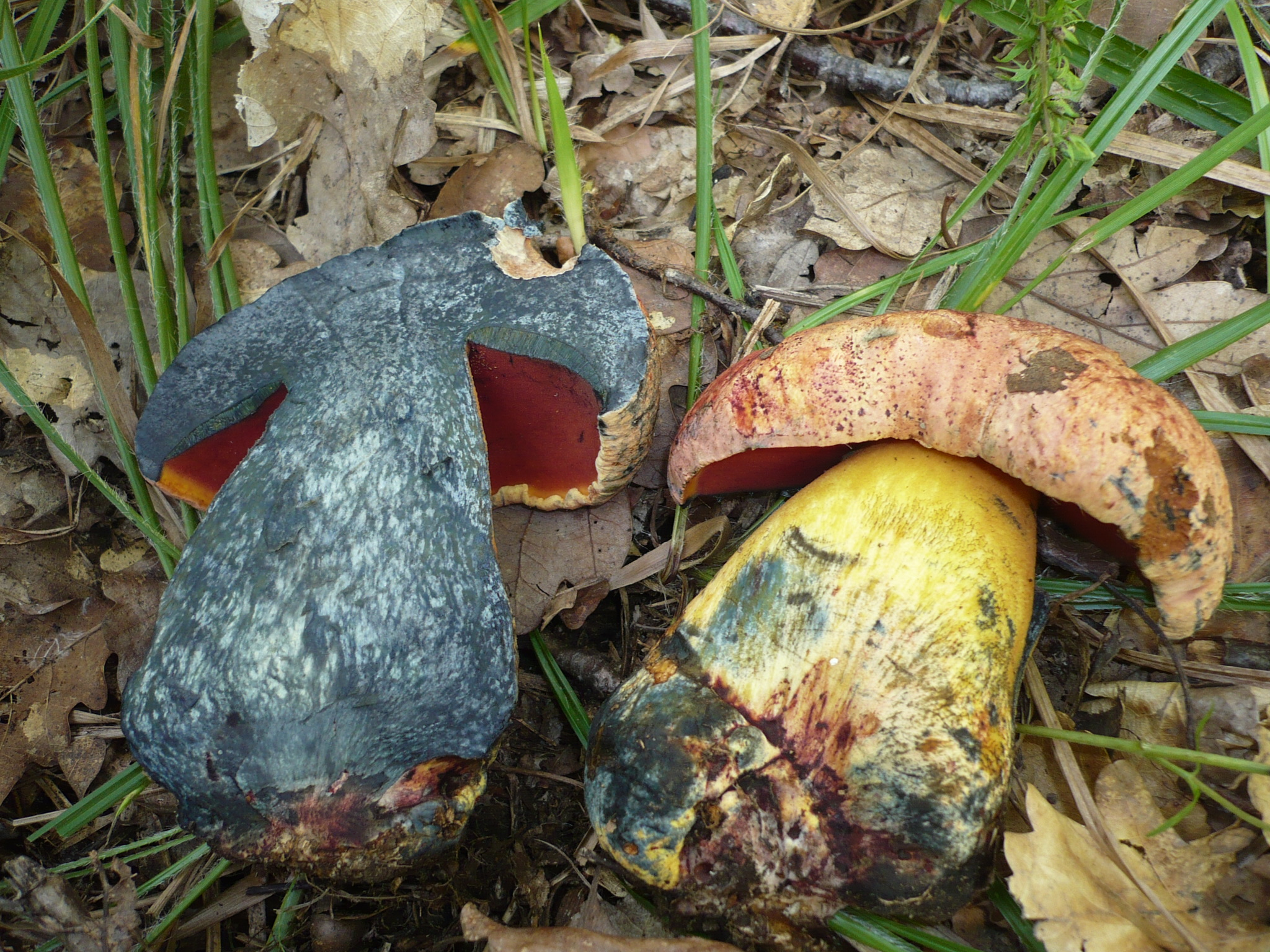
Imperator rhodopurpureus
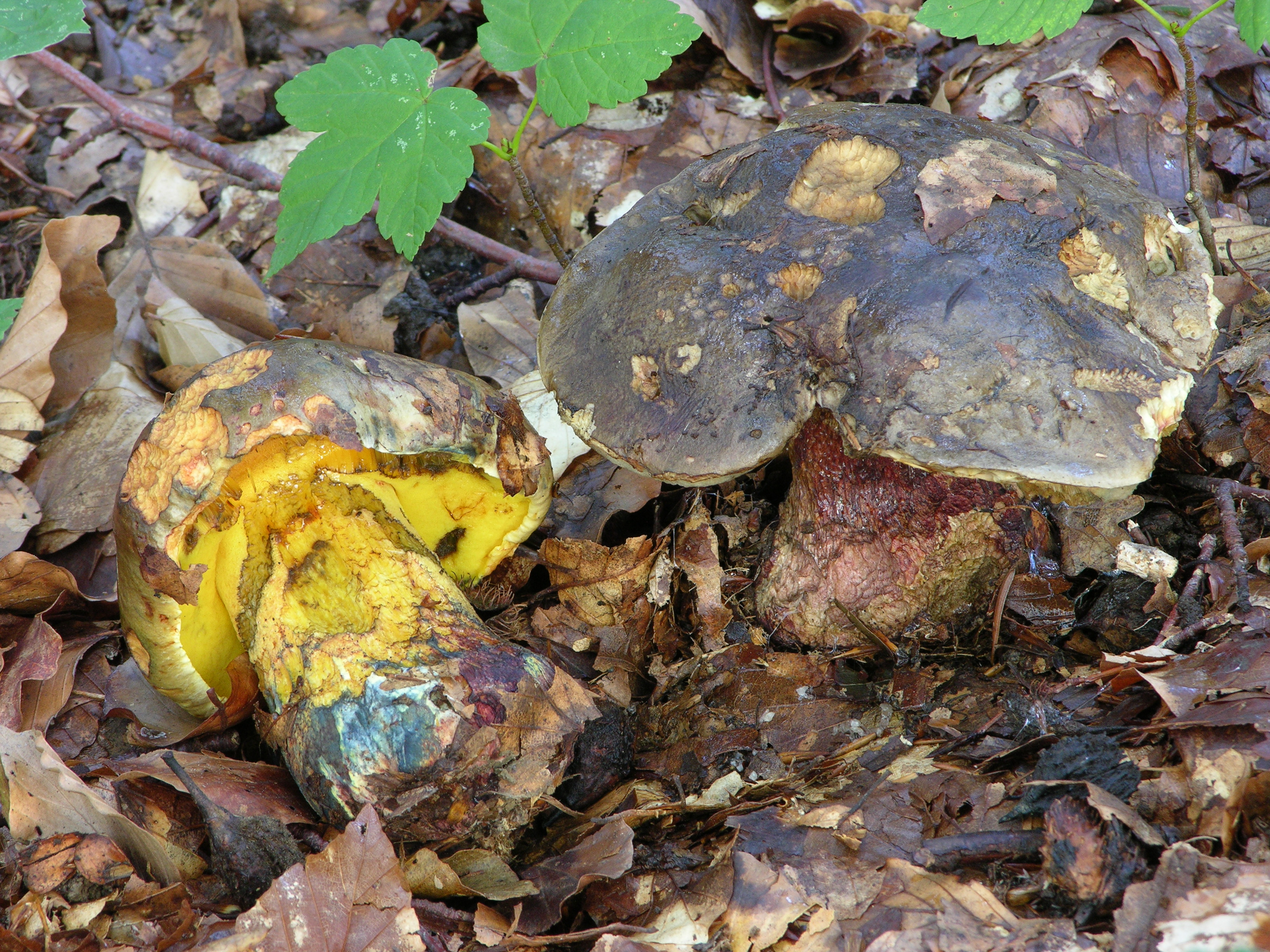
Imperator torosus